# Schizotricha philippima
Schizotricha philippima är en nässeldjursart som beskrevs av Edward Hargitt 1924. Schizotricha philippima ingår i släktet Schizotricha och familjen Halopterididae. Inga underarter finns listade i Catalogue of Life.